# پیگمالیون ۹۶۱۸۹
سیارک ۹۶۱۸۹ (به انگلیسی: 96189 Pygmalion، نامگذاری:1991NT3) نود و شش هزار و صد و هشتاد و نهمین سیارک کشف شده‌است که در ۶ ژوئیه ۱۹۹۱ کشف شد.